# 澤巴拉鄉

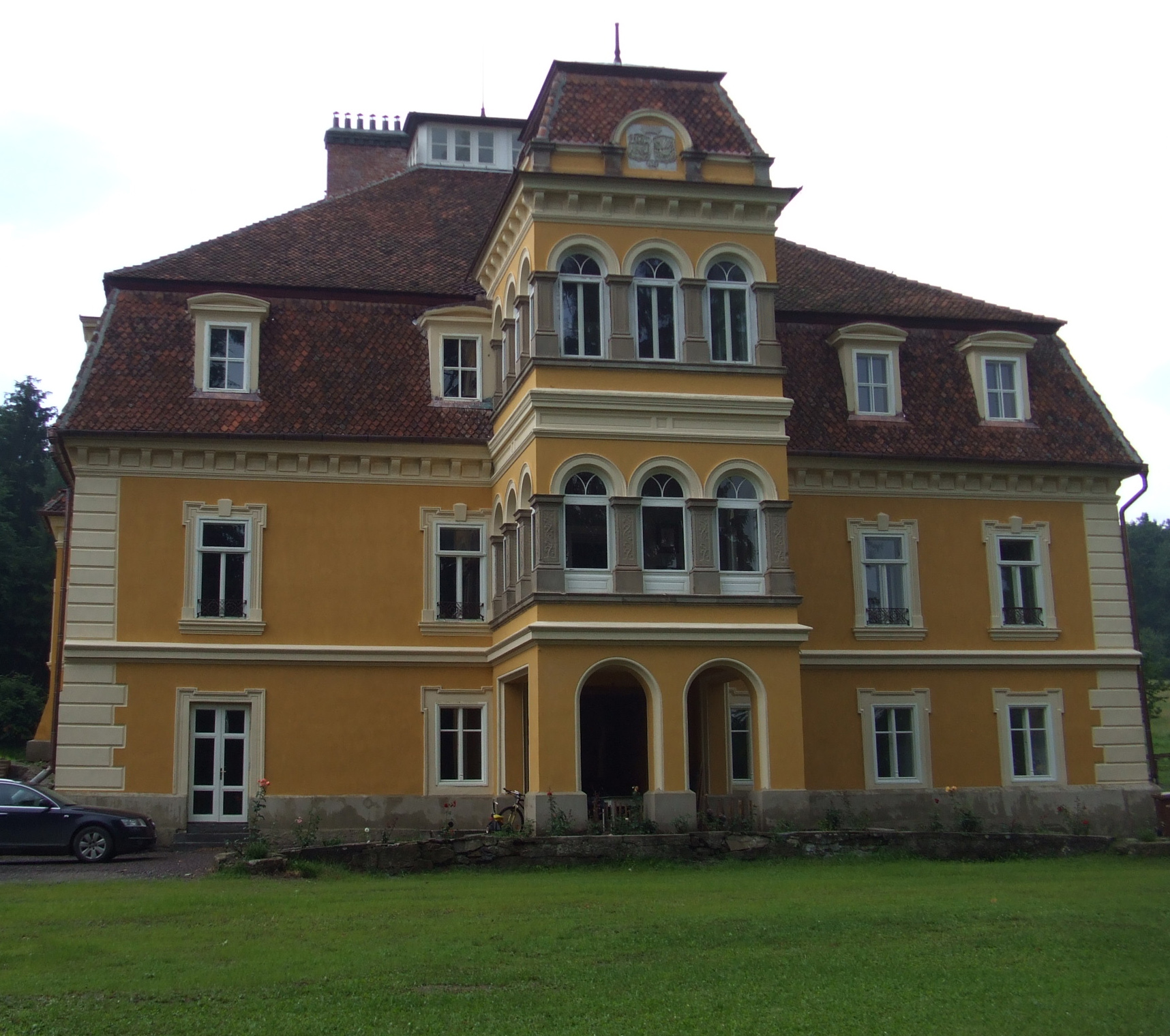

45°54′0″N 26°11′0″E / 45.90000°N 26.18333°E
澤巴拉鄉（羅馬尼亞語：Comuna Zăbala, Covasna），是羅馬尼亞的鄉份，位於該國中部，由科瓦斯納縣負責管轄，面積74平方公里，海拔高度540米，2007年人口4,941，人口密度每平方公里67人。